# Os trapezium
Het os trapezium, van het Oudgrieks: τραπέζιον, trapézion, verkleiningsvorm van τράπεζα, trápeza, met de betekenis voor τραπέζιον van tafeltje of trapezium, of groot veelhoekig been is een van de acht handwortelbeentjes. Het ligt in de distale rij van handwortelbeentjes, lateraal van het os trapezoideum, het kleine veelhoekige been, aan de radiale zijde van de hand.
Het botje kenmerkt zich door een diepe groeve aan handpalmzijde. Het botje vormt gewrichtsverbindingen met vier andere botjes, namelijk met het os trapezoideum aan mediale zijde, het os scaphoideum aan proximale zijde, het eerste middenhandsbeentje distaal en het tweede middenhandsbeentje mediaal.